# 劉成 (將領)
劉成（？—1361年），宿州靈璧縣人，元末明初軍事將領。
其以統兵總管身份跟隨耿炳文堅守長興，為永興翼左副元帥，數次擊敗陳友諒部隊。李伯升用十萬部隊進攻，當時城中只有七千人。朱元璋的援兵未到時，耿炳文已經部署環城守衛。劉成則帶領騎兵出西門，擊敗李伯升部隊，并活捉其元帥。後在東門進攻時候，由於寡不敵眾，戰死。贈懷遠將軍，并在長興立廟。